# John Kotelawala
General John Lionel Kotelawala (‍රිමත් ජෝන් ලයනල් කොතලාවල ) était un militaire et politicien Ceylanais puis Sri lankais. Il fut le troisième Premier ministre du Sri Lanka.

## Biographie personnelle
John Kotelawala est né dans une famille aisée, avec un frère cadet Justin Kotalawela et une sœur Freda.
Son père, John Kotelawala Snr, était un ancien inspecteur de la police de Ceylan, devenu homme d'affaires, et sa mère, Alice Elizabeth Kotelawala, fille de Mudaliyar Don Charles Gemoris Attygalle, un riche propriétaire de terre et de mine de Ceylan. À la suite d'accusations de meurtre de son beau-frère, John Kotelawala Snr se suicide alors que son fils n'avait que 11 ans. À la suite de cet événement, leur famille a été ruinée.
Alice Kotelawala, de confession bouddhiste se convertit alors au christianisme, et reprend la gestion de leurs terres et mines de plomb. Elle réussit à rendre leur famille prospère, tout en travaillant pour le compte du Ceylan britannique. Pour son travail social, elle devient Chevalier de l'Ordre de l'Empire britannique.
Le jeune Kotelawala a fréquenté le Royal College de Colombo, mais a dû s'enfuir après s'être engagé dans des activités indépendantistes pendant les émeutes de 1915. Il a ensuite entrepris un voyage en Europe, mais arrive en pleine Première Guerre mondiale. Il y reste pendant cinq ans, passant la plus grande partie de son temps entre l'Angleterre et la France, et reprend ses études aux Christ's College de l'Université de Cambridge pour étudier l'agriculture.
Kotelawala était connu comme un homme franc et agressif, et qui aimait le sport, dont l'équitation et le cricket. Il parlait couramment le cingalais, l'anglais et le français. Après son retour à Ceylan, il reprit la gestion de ses plantations familiales et de ses mines.
Il a épousé Effie Manthri Dias Bandaranaike, mais divorcera plus tard. Effie Bandaranaike était la nièce de Don Stephen Senanayake le premier Premier ministre du Sri Lanka. Ils ont eu une fille ensemble, Lakshmi Kotelawala.

## Carrière militaire
Kotelawala avait brièvement servi avec la garde montée de la ville de Colombo sans être enrôlé dans l'armée, parce qu'il était encore mineur. À son retour d'Europe, il fut nommé Sous-lieutenant de l'infanterie légère de Ceylan en 1922, pris est promu au grade de Lieutenant en 1924, Capitaine en 1929 et Major en 1933. Il servit 23 ans majoritairement en tant que réserviste parce que la Ceylon Defence Force (en) était une unité de volontaires de l'armée britannique.
En 1939, il devint commandant de l'infanterie légère de Ceylan, puis promu au grade de Lieutenant-colonel en 1940. Au début de la Seconde Guerre mondiale, il devint membre du cabinet de guerre de Ceylan et fut promu Colonel en 1942, le plus haut grade possible pour un Ceylanais.
Fervent partisan de l'armée, il fut le premier Président de l'Association d'infanterie légère de Ceylan en 1974. Il fut promu au grade de Général sur son lit de mort, la veille de sa décès par le président Jayewardene, en reconnaissance pour sa vie dédiée à l'armée Sri Lankaise.

## Carrière politique
Dès 1915, Kotelawala était proche de dirigeants politiques tels que son beau-père Don Stephen Senanayake, futur premier ministre du Sri Lanka; ou le frère de son beau-père, F.R. Senanayake, qui était marié à sa tante.
Il est entré dans la vie politique en étant élu au Conseil législatif en tant que membre de Kurunegala. Par la suite, il entra au Conseil d'État en tant que député remplaçant et fut réélu en 1936. Au cours de son second mandat, il fut nommé ministre des Communications et des Travaux publics, puis ministre de l'Agriculture.

### Post-indépendance
Lorsque Ceylan reçut l'indépendance et le statut de dominion en 1948, Kotelawala fut nommé au Sénat, il devint un membre important du United National Party de Senanayake et occupa plusieurs postes importants pendant le mandat de Premier ministre de son beau-père (1948-1952), notamment Ministre des Communications, Ministre des Travaux publics et Ministre des Transports.
Lorsque le premier ministre mourut en 1952, beaucoup s'attendaient à ce que Kotelawala lui succède, mais c'est le fils du premier ministre (et le jeune cousin de Kotelawala), Dudley Senanayake, qui sera nommé à la place par le gouverneur général. L'année suivante, Kotelawala est élu au parlement en tant que chef de la Chambre au parlement, mais sera finalement nommé Premier ministre quand Dudley démissionna après les grèves générales Hartal de 1953.

### Premier ministre
En tant que Premier ministre, Kotelawala a conduit Sri Lanka aux Nations unies et a contribué à l'expansion des relations extérieures de Sri Lanka, en particulier avec d'autres pays asiatiques. Il a été nommé au Conseil privé en 1954. En 1955, il a conduit la délégation de son pays à la conférence de Bandung en Indonésie, où sa performance lui a valu l'épithète Bandung Booruwa (Bandung Donkey) au Sri Lanka.
Lors de la conférence, il a affirmé sa conviction que la rhétorique anti-colonialiste en passant par le marxiste faisait que l'on ignora les atrocités des communistes. Dans une conversation privée avec les premiers ministres du Pakistan, de l'Inde, de la Birmanie et de la Chine, il a demandé au Premier ministre chinois Zhou Enlai s'il voulait apporter le communisme au Tibet. Zhou a répondu que c'était impossible et indésirable, mais que la Chine était allée au Tibet parce qu'elle "faisait partie intégrante de l'État chinois" et parce qu'elle avait été menacée par des "complots impérialistes" des empires britannique et russe.
Son gouvernement a dû faire face à des problèmes économiques et des conflits ethniques, et lui et son parti ont été défaits aux élections de 1956 par une alliance de partis cingalais sous la direction de Solomon Bandaranaike.

### Fin de vie
Kotelawala s'est retiré de la politique peu de temps après sa défaite électorale et a vécu plusieurs années dans le Kent. Il est finalement retourné à Ceylan lorsque le poste de gouverneur général parut vacant après la fin  du premier mandat de William Gopallawa, il espérait obtenir le poste parce que son parti, l'UNP, était alors au gouvernement. Cependant, Dudley Senanayake n'a pas nommé de successeur à Gopallawa et lui a permis d'avoir un deuxième mandat.
Le 29 septembre 1980, il a subi un accident vasculaire cérébral Chez lui à Kandawala. John Kotelawala est mort à l'hôpital général de Colombo le 2 octobre 1980 et ses restes ont été incinérés sur la place de l'Indépendance le 5 octobre avec tous les honneurs militaires.

## Héritage
Il a légué sa maison, le Kandawala, au gouvernement pour établir une académie de défense nationale, le General Sir John Kotelawala Defense University.

## Honneurs et distinctions

### Distinctions
- Membre du Conseil privé (1954)
- Doctorat en droit d'honneur, Université de Ceylan (en)
- Général de l'Armée du Sri Lanka (1980)

### Décorations et Médailles
- Médaille du jubilé d'argent de George V (1935)
- Médaille du couronnement du Roi George VI (en) (1937)
- Médaille de la Défense 39-45 (1946)
- Médaille de la guerre 1939-1945 (1946)
- Chevalier de l'Ordre de l'Empire britannique (Division Civil) (1948)
- Médaille d'efficacité (en) (du commonwealth par le Dominion de Ceylan) (1949)
- Médaille du couronnement de la reine Élisabeth II (1953)
- Membre de l'Ordre des compagnons d'honneur (CH) (1956)
- Ceylon Armed Services Long Service Medal (1956)
- Ceylon Armed Services Inauguration Medal (1968)
- Republic of Sri Lanka Armed Services Medal (1972)
- Sri Lanka Army 25th Anniversary Medal (1974)

### Décorations étrangères
- Grand-croix de la Légion d'honneur (1954)[4] [note 1]
- Grand-croix de l'Ordre du Mérite de la République italienne (1954)[4]
- Grand-croix, 1re classe de l'ordre du Mérite de la République fédérale d'Allemagne (1955)[4]
- Grand-croix de l'ordre de l'Éléphant blanc (1956)
- Grand-croix de l'ordre du Lion néerlandais
- Première classe de l'ordre du Soleil levant (1954)
- Chevalier de la Justice du Très vénérable ordre de l'Hôpital de Saint-Jean de Jérusalem (1965)[4]